# Mélanie (prénom)
Pour les articles homonymes, voir Mélanie.
Mélanie est un prénom féminin issu du grec μέλας (gén. μέλανος), au féminin μέλαινα, signifiant de couleur noire, sombre, et la perfection.
Ce prénom était répandu pendant l'Antiquité chez les Grecs et les Romains, puis refit apparition vers 1500 dans plusieurs pays occidentaux, en particulier en Allemagne et en Grande-Bretagne. À partir des années 1970, le succès de Mélanie a fortement décru. Mais ce prénom est alors arrivé en France où il était demeuré assez rare. Sa faveur a cru régulièrement au point de culminer vers 1990 en atteignant le sixième rang du palmarès des prénoms féminins[réf. nécessaire]. Depuis 1995, il ne figure plus à ce tableau d'honneur, cependant, il reste répandu[précision nécessaire] en Allemagne.

## Variantes
Dans les pays hispaniques et en Italie : Melania.
Dans les pays slaves : Melaniya, Melanija (ex. : Melania Trump, née Melanija Knavs), Меланиja (en macédonien et serbe), Мелания (en russe et bulgare).

## Fêtes liturgiques
- Le 26 janvier pour Mélanie dite "Mélanie l'Ancienne"[1], grand-mère de "Mélanie la Jeune", qui a fui les envahisseurs Goths d'Alaric Ier, pour la Terre sainte.

- Le 31 décembre pour Sainte Mélanie dite Mélanie la Jeune[2] moniale du Ve siècle, appelée aussi "Sainte Mélanie la Romaine" [3]

Sainte Mélanie était, au début du Ve siècle, une dame romaine très fortunée. Après la mort de leurs deux fils, son mari et elle vendirent tous leurs biens et construisirent églises et hôpitaux. Devenue veuve, Mélanie s'installa à Jérusalem et y fonda une communauté de vierges consacrées où elle vécut jusqu'à sa mort, en 439. Elle était la petite fille d'une autre Sainte Mélanie - dite Mélanie l'Ancienne - fêtée le 26 janvier. Sa fête a été remplacée par celle de Sainte Paule le 26 janvier.

## Personnalités portant ce prénom
- Pour l'ensemble des articles sur les personnes portant ce prénom, consulter :
  - la liste des articles dont le titre commence par ce prénom
  - les listes produites par Wikidata : Liste des personnes de prénom « Mélanie » — même liste en incluant les éventuels prénoms composés qui contiennent « Mélanie ».